# Кеннет Денбінг
Кеннет Джордж Денбінг (англ. Kenneth George Denbigh) (30 травня 1911 р. — 23 січня 2004 р.) — англійський хімічний інженер, науковий філософ. Він багато писав про проблему часу по відношенню до термодинаміки. Був також асоційованим професором-хіміком у Росії.
Единбурзький університет назвав один зі своїх корпусів «Будинок Кеннета Денбінга» (Kenneth Denbigh Building). Крім того, для студентів є стипендія імені Кеннета Денбінга.

## Основні роботи
- The Thermodynamics of the Steady State (1951)
- Thermodynamics and the Sense of Time (1953)
- The Principles of Chemical Equilibrium (1955)
- Science, Industry and Social Policy (1963)
- Chemical Reactor Theory (1965)
- An Inventive Universe (1975)
- Three Concepts of Time (1981)
- Entropy in Relation to Incomplete Knowledge (1985) ISBN 9780521256773, OCLC 11398680

## Нагороди та відзнаки
- 1956 р. Член Королівського товариства Единбурга
- 1965 рр. Член Королівського товариства
- 1970 рр. Член Королівського товариства хімії
- 1981 Міжнародний член Національної академії інженерії Сполучених Штатів